# Alt for karrieren
Alt for karrieren er en dansk film fra 1943, instrueret af Emanuel Gregers efter manuskript af Holger Boëtius og Axel Østrup.

## Medvirkende
- Sigfred Johansen som Ingeniør Ole Eriksen
- Karen Lykkehus som Ingelise Eriksen
- Elith Pio som Hr. Andersen
- Eva Heramb som Mona
- Holger Strøm som Møller senior
- Eigil Reimers som Møller junior
- Asta Hansen som Asta Dahl
- Valdemar Møller som Rasmussen
- Inger Stender som Blomsterpigen Anni
- Marie Niedermann som Fru Friberg
- Henry Nielsen
- Sigvald Larsen

## Handling
Den unge ingeniør Ole Eriksen har i nogle år været ansat i firmaet Møller & Søn. Han er lykkelig gift med den søde husmoderlige Ingelise, men han er i høj grad utilfreds med sin stilling på fabrikken, fordi han aldrig får lejlighed til at udfolde personligt initiativ. Seniorchefen hylder det princip, at alt kan vente, og den unge Hr. Møller er mere optaget af sine talrige veninder end af forretninger. Ole bliver til sidst så gal i hovedet, at han beslutter at sige op, endskønt Ingelise indtrængende advarer ham. Hvordan skal de klare det daglige udkomme, når han står uden stilling?